# Australian Football International Cup

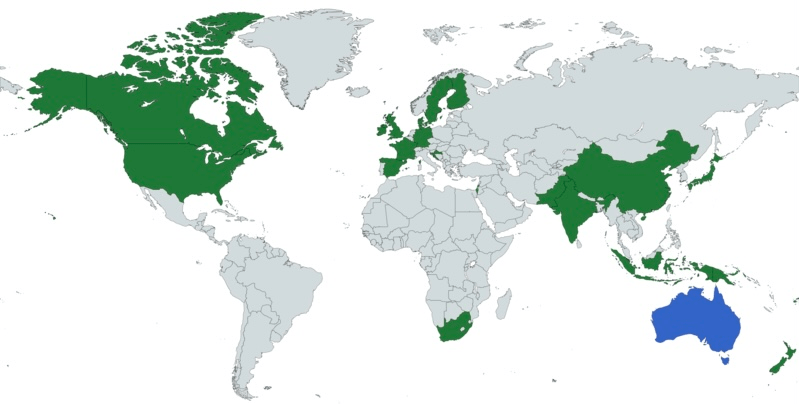
Eine Karte der konkurrierenden Nationen in Grün und des Gastgeberlandes (Australien) in Blau.

Die Australian Football International Cup ist ein Australian-Rules-Football-Turnier, das quasi die Weltmeisterschaft für alle Länder außerhalb Australiens (dem einzigen Land, in welchem diese Sportart professionell ausgeübt wird) bildet. Der erste Internationale Cup fand 2002 in Melbourne und Wangaratta statt.

## Geschichte
Die erste International Australian Football Council (IAFC) wurde 1995 in Darwin gegründet. Australian Football wurde derzeit von einigen internationalen Teams bei den Arafura Games gespielt. Eines der Ziele der IAFC war die Veranstaltung einer Australian-Football-Weltmeisterschaft, voraussichtlich 2008.
Aufgrund des schnellen Zuwachses von Ligen und Vereinen in neuen Ländern, wurde der erste Cup 2002 ausgerichtet. Die IAFC hat die Australian Football League um finanzielle und logistische Unterstützung gebeten, die AFL verlangte dafür aber einen Namenswechsel auf International Cup statt World Cup.

## International Cup 2002
Elf Nationalmannschaften nahmen am ersten Cup teil: Japan, Südafrika, Dänemark, die USA, Kanada, Großbritannien, Irland, Nauru, Samoa, Papua-Neuguinea und Neuseeland. Alle Spiele fanden in Melbourne und Geelong statt.
Irland schlug Papua-Neuguinea im Endspiel 51-19.

## International Cup 2005
Aus finanziellen Gründen konnten Nauru und Dänemark am zweiten Cup nicht teilnehmen. Als Neuling kam aber Spanien dazu, und die zehn Nationalmannschaften wurde in zwei Gruppen verteilt.
Neuseeland gewann im Endspiel gegen Papua-Neuguinea 50-32.

## International Cup 2008
16 Nationalmannschaften nahmen am IC 2008 teil. Neben den Ländern, die schon vorher beim IC repräsentiert worden sind, kamen noch Schweden, Finnland, die Volksrepublik China, Indien, und Israel-Palästina als Neulinge dazu.
Papua-Neuguinea gewann das Finale 54-46 gegen Neuseeland.

## International Cup 2011
Das vierte Turnier, der Australian Football International Cup 2011, wurde im August 2011 in Melbourne und Sydney mit 18 teilnehmenden Nationen ausgetragen. Zum ersten Mal wurde neben dem Wettbewerb der Männer ein internationaler Frauenpokal ausgetragen.
Ab dem International Cup 2011 wurde der Männerwettbewerb in zwei Divisionen aufgeteilt, wobei sich das Format von jeder früheren Ausgabe unterscheidet. Kroatien, Indonesien, Pakistan, Salomonen und Vanuatu nahmen zum ersten Mal am International Cup teil.

## International Cup 2014
Das fünfte Turnier, der Australian Football International Cup 2014 wurde zwischen Samstag, 9. August und Samstag, 23. August erneut in Melbourne ausgetragen.
Erneut nahmen 18 Nationen teil, davon 15 des vorherigen Turniers 2011. Indonesien und Pakistan geben ihr Debüt, während Finnland nach seiner Pause 2014 zurückkehrte. Die Teams wurden in drei Sechserpools aufgeteilt.
Papua-Neuguinea gewann das Finale 45-42 gegen Irland.

## International Cup 2017
Das sechste Turnier, der Australian Football International Cup 2017 wurde für 18 Mannschaften vom 5. bis zum 19. August 2017 in Melbourne ausgetragen. Neu dabei waren Fidschi, Großbritannien und die USA.
Der 2020 International Cup, der vom 21. Juli bis 8. August in Sunshine Coast, Queensland, stattfinden sollte, wurde aufgrund der COVID-19-Pandemie auf 2021 verschoben.

## Tabellen

### Cupplatzierungen Männer
| Nation                 | Spitzname            | 2002 (11) | 2005 (10) | 2008 (16) | 2011 (18) | 2014 (18) | 2017 (18) |
| ---------------------- | -------------------- | --------- | --------- | --------- | --------- | --------- | --------- |
| Volksrepublik China    | Red Demons           | -         | -         | 15.       | 17.       | 16.       | 13.       |
| Dänemark               | Vikings              | 4.        | -         | 11.       | 8.        | -         | -         |
| Fidschi                | Tribe                | -         | -         | -         | 13.       | 10.       | 8.        |
| Finnland               | Icebreakers          | -         | -         | 14.       | -         | 15.       | -         |
| Frankreich             | Coqs                 | -         | -         | -         | 14.       | 11.       | 10.       |
| Indien                 | Tigers               | -         | -         | 16.       | 16.       | 18.       | 18.       |
| Indonesien             | Indonesia            | -         | -         | -         | -         | 17.       | 16.       |
| Irland                 | Warriors             | 1.        | 4.        | 4.        | 1.        | 2.        | 3.        |
| Israel/ Palästina      | Peres Team for Peace | -         | -         | 13.       | 15.       | -         | -         |
| Japan                  | Samurais             | 10.       | 9.        | 8.        | 12.       | 14.       | 14.       |
| Kanada                 | Northwind            | 9.        | 7.        | 6.        | 10.       | 5.        | 7.        |
| Nauru                  | Chiefs               | 8.        | -         | 5.        | 6.        | 7.        | 5.        |
| Neuseeland             | Falcons              | 3.        | 1.        | 2.        | 3.        | 3.        | 2.        |
| Osttimor               | Crocs                | -         | -         | -         | 18.       | -         | -         |
| Pakistan               | Dragons              | -         | -         | -         | -         | 12.       | 17.       |
| Papua-Neuguinea        | Mosquitos            | 2.        | 2.        | 1.        | 2.        | 1.        | 1.        |
| Samoa                  | Kangaroos            | 7.        | 5.        | 10.       | -         | -         | -         |
| Südafrika              | Lions                | 11.       | 8.        | 3.        | 5.        | 4.        | 9.        |
| Spanien                | Bulls                | -         | 10.       | -         | -         | -         | -         |
| Schweden               | Elks                 | -         | -         | 12.       | 11.       | 13.       | -         |
| Tonga                  | Tigers               | -         | -         | -         | 9.        | 6.        | -         |
| Vereinigtes Königreich | Bulldogs             | 6.        | 6.        | 9.        | 7.        | 9.        | 6.        |
| Vereinigte Staaten     | Revolution           | 5.        | 3.        | 7.        | 4.        | 8.        | 4.        |

### Gesamtplatzierung Männer
| Pos. | Nation             | 1. Platz             | 2. Platz             | 3. Platz             | 4. Platz       |
| ---- | ------------------ | -------------------- | -------------------- | -------------------- | -------------- |
| 1st  | Papua-Neuguinea    | 3 (2008, 2014, 2017) | 3 (2002, 2005, 2011) |                      |                |
| 2nd  | Irland             | 2 (2002, 2011)       | 1 (2014)             | 1 (2017)             | 2 (2005, 2008) |
| 3rd  | Neuseeland         | 1 (2005)             | 2 (2008, 2017)       | 3 (2002, 2011, 2014) |                |
| 4th  | Vereinigte Staaten |                      |                      | 1 (2005)             | 2 (2011, 2017) |
| 5th  | Südafrika          |                      |                      | 1 (2008)             | 1 (2014)       |
| 6th  | Dänemark           |                      |                      |                      | 1 (2002)       |

### Cupplatzierungen Frauen
| Nation                 | Spitzname                                        | 2011 (5) | 2014 (7) | 2017 (8) |
| ---------------------- | ------------------------------------------------ | -------- | -------- | -------- |
| Australien             | Australia Indigenous & Multicultural team (OzIM) | 5.       | 5.       | 5.       |
| Kanada                 | Midnight Suns                                    | -        | 4.       | -        |
| Kanada                 | Northern Lights                                  | 2.       | 1.       | 2.       |
| Europa                 | Europäische Kreuzfahrer                          | -        | -        | 7.       |
| Fidschi                | Vonu                                             | -        | 5.       | 6.       |
| Vereinigtes Königreich | Swans                                            | -        | -        | 3.       |
| Irland                 | Banshees                                         | 1.       | 2.       | 1.       |
| Pakistan               | Shaheens                                         | -        | -        | 8.       |
| Papua-Neuguinea        | Flame                                            | 4.       | -        | 5.       |
| Tonga                  | Black Marlins                                    | -        | 6.       | -        |
| Vereinigte Staaten     | Freedom                                          | 3.       | 3.       | 4.       |